# 葛飾北鳴
葛飾 北鳴（かつしか ほくめい、生没年不詳）とは、江戸時代の浮世絵師。

## 来歴
葛飾北斎の門人。俗名不明、葛飾の画姓を称す。作画期は文化から文政の頃にかけてで、狂歌本の挿絵や肉筆美人画を描いている。

## 作品
- 『狂歌国尽』　※文化7年（1810年）刊行
- 「絃妓の図」　絹本着色